# لیر، نروژ
لیر (به لاتین: Lier) یکی از مناطق ۱۹ گانهٔ شهرداری نروژ در کشور نروژ است که در شهرستان بوسکرود واقع شده‌است. لیر ۳۰۱ کیلومتر مربع مساحت و ۲۱٬۵۹۴ نفر جمعیت دارد.